# Венеційський скудо
Венеційський скудо, «хрестовий скудо» (італ. Scudo della croce) — грошова одиниця Венеційської республіки XVII—XVIII століть.
Вперше було випущено під час правління дожа Леонардо Донато (1606—1612). Перші хрестові скудо являли собою великі срібні монети талерового типу вагою 31,83 г при вмісті 30,173 г чистого срібла. Назвою монета завдячує своєму виду. Одна сторона містила зображення квіткового хреста. Круговий напис вказує під час правління якого з дожів викарбувана монета. На звороті розташований щит (лат. scutum) з левом святого Марка.
За номіналом венеційський скудо відповідав 7 лірам або 140 сольдо (1 ліра = 20 сольдо), що безпосередньо вказано на монеті. Також випускали кратні номінали в ½, ¼ і1⁄8 скудо. У міру псування сольдо до 1665 реальний ринковий курс скудо підвищився до 9 лір 12 сольдо.
Крім срібних скудо в республіці з середини XVII століття випускали їх золоті аналоги зі схожим зображенням. Два золоті скудо отримали назву «доппія».